# Dorothee Schneider
Dorothee Schneider (ur. 17 lutego 1969) – niemiecka jeźdźczyni sportowa. Dwukrotna medalistka olimpijska.
Startuje w dresażu. Zawody w 2012 były jej pierwszymi igrzyskami olimpijskimi. W Londynie zdobyła srebrny medal w drużynie, tworzyli ją ponadto Kristina Sprehe i Helen Langehanenberg. Startowała na koniu Diva Royal. Cztery lata później sięgnęła w tej konkurencji po złoto. Startowała na koniu Showtime FRH, a w skład niemieckiej drużyny wchodzili ponadto Sönke Rothenberger, Kristina Bröring-Sprehe i Isabell Werth.